# Rio de Janeiro

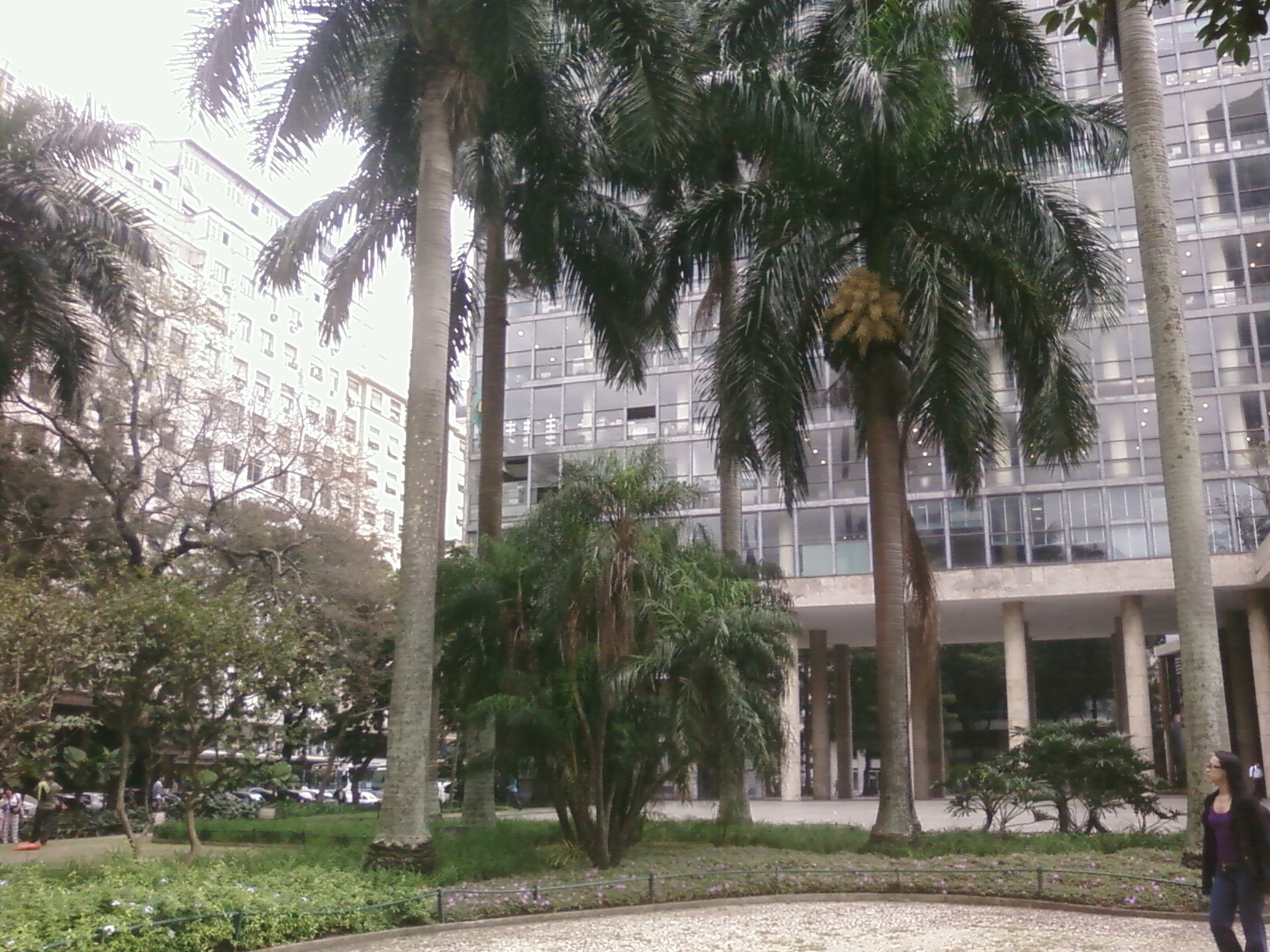
Centrum miasta, gmach Palácio Gustavo Capanema (ministerstwo edukacji i zdrowia), wybudowany zgodnie z ideą modernizmu, nakazującą uniesienie budynku nad ziemią na słupach (fr. pilotis), aby nie zaburzał istniejącego krajobrazu bogatego w palmy, oraz założenie ogrodów na płaskich dachach, z widokiem na Atlantyk, aby zrekompensować przestrzeń zajętą przez budynek na ziemi; 1936, arch. Lucio Costa, Oscar Niemeyer, Le Corbusier

Rio de Janeiro (z port. „Rzeka Styczniowa”, wym. port. {{#parsoid\0fragment:0}}ˈʁi.u d(ʒi) ʒɐˈnejɾu{{#parsoid\0fragment:1}}ⓘ) – drugie co do wielkości miasto Brazylii i do 1960 roku jej stolica, razem z przedmieściami liczące 12 milionów mieszkańców. Popularny kierunek turystyczny z plażami Copacabana i Ipanema, wzgórzami Corcovado i Głowa Cukru, stadionem Maracanã i obiektami olimpijskimi oraz corocznie obchodzonym karnawałem i muzyką bossa nova. Siedziba stanu Rio de Janeiro.
Rio de Janeiro jest miastem kontrastów: może zaliczać się do najnowocześniejszych metropolii, ale z drugiej strony znajdują się w nim fawele, w których występują przestępczość narkotykowa, walki gangów i wysoki wskaźnik zabójstw.

## Geografia
Rio de Janeiro jest stolicą stanu Rio de Janeiro. Leży w południowo-wschodniej części państwa w zatoce Guanabara nad Atlantykiem. Miasto położone jest między urwistymi wzgórzami Pão de Açúcar – „Głową Cukru”, która wznosi się na 396 m n.p.m. oraz Corcovado – „Garbatą Górą” ze statuą Chrystusa Zbawiciela. Rio de Janeiro to także wspaniałe, znane na całym świecie piaszczyste plaże Ipanema oraz Copacabana. Do miasta należą wyspy Governador i Paquetá. Na jego terenie leżą też jeziora Tijuca, Marapendi, Jacarepaguá i Rodrigo de Freitas.

## Strefy miasta[2]
- Centro (Śródmieście) – centrum miasta – znajdują tu się większość jego zabytków oraz część handlowa.
- Zona Sul (Strefa południowa) – dzielnica chętnie odwiedzana przez turystów – słynąca z plaży Copacabana. Najbogatsza część miasta. Składa się w rzeczywistości z mniejszych dzielnic:
  - São Conrado
  - Leblon
  - Ipanema
  - Arpoador
  - Copacabana
  - Leme
  - Gloria
  - Catete
  - Flamengo
  - Botafogo
  - Urca
- Zona Norte (Strefa północna) – w dzielnicy mieszczą się wiele atrakcji historycznych oraz Muzeum Narodowe (obiekt uległ zniszczeniu w nocy z 2 na 3 września 2018 w wyniku pożaru[3]). Znajduje się tu również stadion Maracanã, na którym rozgrywano Mistrzostwa Świata w Piłce Nożnej w 1950 oraz 2014 i Igrzyska panamerykańskie w 2007. Mieści się tu też największe, międzynarodowe lotnisko w Rio de Janeiro.
- Zona Oeste (Strefa Zachodnia) – region najbardziej oddalony od centrum. Jest to dzielnica rolno-przemysłowa. Znajduje się tu wpisany w 2021 roku na listę światowego dziedzictwa UNESCO kompleks ogrodów Sítio Roberto Burle Marx[4]. Dzielnica obejmuje:
  - Barra da Tijuca
  - Jacarepaguá
  - Recreio dos Bandeirantes
  - Vargem Grande
  - Vargem Pequena
  - Realengo
  - Padre Miguel
  - Bangu
  - Campo Grande
  - Jardim Sulacap
  - Paciência
  - Santa Cruz

## Historia
Zatoka, nad którą leży Rio de Janeiro, została odkryta przez pierwszego Europejczyka na tych terenach, Portugalczyka Gaspara de Lemos 1 stycznia 1502. Nazwał ją „Styczniowa rzeka”, ponieważ sądził, że to ujście rzeki. Portugalczycy odkrywając miasto, założyli tutaj nie kolonie, a jedynie faktorie handlowe tak, aby nie przeszkadzać Indianom mieszkającym na tych terenach. W 1555 powstała tu osada francuskich Hugenotów. Zajęli oni całą zatokę, zakładając kolonię La France Antarctique, która z założenia miała być wolna od prześladowań. Portugalczycy, chcący skolonizować całą Brazylię, już w roku 1565, pod dowództwem Estácio de Sá rozpoczęli walki z Francuzami. Po wygranych walkach – w 1567 – zbudowali nad zatoką miasto, które na cześć patrona Świętego Sebastiana nazwali São Sebastião do Rio de Janeiro. Nazwę tę jednak szybko przemienili na poprzednią – Rio de Janeiro. W okresie początków osadnictwa portugalskiego ufortyfikowano wzgórza Urca i Morro do Castelo, a następnie rozbudowano obecną dzielnicę staromiejską z pałacem wicekrólów Brazylii, Izbą Deputowanych, katedrą i licznymi barokowymi kościołami. 12 września 1711 w czasie wojny o sukcesję hiszpańską, toczonej między Wielką Brytanią i Portugalią z jednej strony a Francją i Hiszpanią z drugiej, miasto zostało zdobyte przez eskadrę francuską (13 okrętów, 6 tys. ludzi, 700 dział), na czele której stał René Duguay-Trouin. W wyniku ataku zniszczone zostały portugalskie okręty stacjonujące w porcie. Po otrzymaniu wieści o nadciągającej odsieczy (portugalskiej od strony lądu i brytyjskiej od strony morza) i wymuszeniu od mieszkańców wysokiego okupu, Francuzi odpłynęli do Brestu wraz ze zdobytymi na miejscu statkami handlowymi.
Od 1808 do 1821 roku faktyczna stolica Portugalii – rodzina królewska z Janem VI na czele schroniła się tutaj przed inwazją wojsk napoleońskich.
Pod koniec XVI w. miasto bardzo szybko się rozrastało, z jego portów wywożono cukier do Europy, a dzięki gorączce złota w sąsiednim Minas Gerais stało się centrum finansowym kraju oraz stolicą państwa. Mieszkała tutaj królewska rodzina, a następnie cesarz Brazylii. Do 1889 roku Rio było stolicą wolnego państwa oraz cesarstwa, a później Republiki Brazylii. W 1960 roku stolicę przeniesiono do Brasilii.

## Zabytki[7]
- Kościół i klasztor Benedyktynów – XVI w.
- Klasztor Franciszkanów – XVII w.
- Katedra – 1775
- Kościół Nossa Senhora da Glória – 1771
- Pałac królewski – XIX w.
- Pałac Itamaraty – XIX w.
- Pałac Guanabara – XIX w.
- Escadaria Celaron – słynne, wielokolorowe schody w dzielnicy Lapa
- Akwedukt Arcos da Carioca – 1750
- Opera – 1909
- Posąg Chrystusa Odkupiciela na wzgórzu Corcovado – 1931

## Populacja
- Wykres liczby ludności na podstawie danych zebranych przez Instituto Brasileiro de Geografia e Estatística (w tys.)

## Gospodarka
W mieście znajdują się duże zakłady przemysłu odzieżowego, włókienniczego, drzewnego, skórzanego, maszynowego, elektrotechnicznego, chemicznego, spożywczego. Jeden z największych portów Ameryki Południowej i międzynarodowy port lotniczy oraz ważny węzeł kolejowy.
W 2017 roku Rio de Janeiro było 88 najczęściej odwiedzanym miastem na świecie z liczbą turystów wynoszącą 2,3 miliona w ciągu roku.

## Transport

Transport miejski w Rio de Janeiro

### Transport lotniczy
Rio de Janeiro posiada 3 lotniska:
- Aeroporto Internacional Tom Jobim-Galeão (GIG) – obsługuje loty krajowe i międzynarodowe. Lotnisko jest położone na wyspie Ilha do Governador, ok. 20 km od centrum.
- Aeroporto Santos Dumont (SDU) – obsługuje tylko loty krajowe. Na jego obszarze znajdują się hangary dla helikopterów.
- Aeroporto de Jacarepaguá (SBJR) – obsługuje głównie loty prywatne. Lotnisko jest położone w dzielnicy Barra da Tijuca.

### Transport kolejowy
W centrum znajduje się dworzec kolejowy Central do Brasil. Obsługuje pociągi z okolic Rio. Z dworca można dostać się autobusem lub metrem w inne rejony miasta.

### Metro
Metrô Rio powstało w 1979 r. i ma obecnie 2 linie:
- Linia 1 (pomarańczowa) – łączy Zona Sul z Zona Norte
- Linia 2 (zielona) – łączy Zona Sul z Baixada

W planach są 2 kolejne linie:
- Linia 3 (niebieska) – będzie łączyła Rio de Janeiro z Niterói
- Linia 4 (szara) – będzie łączyła Ipanemę z Barra da Tijuca – planowane zakończenie: 2016 r.

### Transport autobusowy
W Rio funkcjonuje gęsta sieć linii autobusowych, funkcjonuje aż 47 firm przewozowych.

## Szkolnictwo
W Rio de Janeiro istnieje obecnie ponad 80 szkół uznanych przez Ministerstwo Edukacji, w tym 4 uczelnie:
- Universidade Federal do Rio de Janeiro (UFRJ)
- Fundação Getúlio Vargas (FGV)
- Instituto Militar de Engenharia (IME)
- Universidade do Estado do Rio de Janeiro (UERJ)

7 kwietnia 2011 roku w jednej ze szkół podstawowych w dzielnicy Realengo doszło do krwawego ataku szaleńca, w którym zginęło 12 dzieci.

## Sport
W mieście znajduje się Maracanã – jeden z 12 stadionów, na których rozgrywane były Mistrzostwa Świata w Piłce Nożnej 2014 i gdzie odbył się ich finał. Został oddany do użytku w 1950 r. – również na mundial. Do tego czasu wykorzystywany był głównie do rozgrywania meczów piłkarskich pomiędzy największymi klubami Rio de Janeiro: Flamengo, Botafogo, Fluminense i Vasco da Gama, a także organizowano na nim koncerty i inne atrakcje.
Oprócz wyżej wymienionej czwórki w mieście funkcjonują też kluby piłkarskie America FC, Olaria AC, Madureira EC, Bonsucesso FC, Campo Grande AC, Portuguesa Carioca, São Cristóvão FR, EC Rio São Paulo, Barcelona EC, Juventus FC, CAAC Brasil, CIG 7 de Abril, FC Rio de Janeiro, CA Barra da Tijuca, IQSL Brasileirinho, Zinzane, União Central i Uni Souza.
W 2016 roku w Rio de Janeiro odbyły się XXXI Letnie Igrzyska Olimpijskie. Były to pierwsze igrzyska w Ameryce Południowej. Rozegrano 306 konkurencji w 28 dyscyplinach.

## Religia
W 2013 roku miasto było gospodarzem 28. Światowych Dni Młodzieży, którym przewodniczył papież Franciszek.
Kilkakrotnie Rio de Janeiro odwiedzał Jan Paweł II podczas swoich 7, 13 i 80 podróży apostolskich.
Rio de Janeiro jest siedzibą rzymskokatolickiego arcybiskupa São Sebastião do Rio de Janeiro.
W 2010 roku katolicy stanowili 51,09% mieszkańców, bezwyznaniowcy – 13,33%, protestanci – 23,37%, spirytyści – 4–5%.
W 2017 roku pierwszy raz w historii miasta burmistrzem został zielonoświątkowiec – Marcelo Crivella.

## Osoby związane z Rio de Janeiro
- Fernanda Montenegro
- Fernando Henrique Cardoso
- Paulo Coelho
- Gabriel, o Pensador
- Garrincha
- Fabrizio Moretti
- Heitor Villa-Lobos
- Loalwa Braz
- Paul Landowski
- Machado de Assis
- Morena Baccarin – aktorka, urodziła się w Rio de Janeiro[14].
- Romário
- Ronaldo
- Oscar Niemeyer
- Sérgio Vieira de Mello
- Walter Salles
- Zico
- Eduardo da Silva
- Carlos Saldanha – reżyser, urodził się w Rio de Janeiro
- Affonso Eduardo Reidy

## Miasta partnerskie
- Amsterdam (Holandia)
- Atlanta (USA)
- Barcelona (Hiszpania)
- Batangas (Filipiny)
- Bejrut (Liban)
- Mumbaj (Indie)
- Buenos Aires (Argentyna)
- Bukareszt (Rumunia)
- Cabo Frio (Brazylia)
- Caracas (Wenezuela)
- Casablanca (Maroko)
- Durban (RPA)
- Dżudda (Arabia Saudyjska)
- Erywań (Armenia)
- Guimarães (Portugalia)
- Kapsztad (RPA)
- Kijów (Ukraina)
- Kobe (Japonia)
- Kolonia (Niemcy)
- Kraków (Polska)
- La Paz (Boliwia)
- Lagos (Nigeria)
- Liverpool (Wielka Brytania)
- Lizbona (Portugalia)
- Oklahoma City (Stany Zjednoczone)
- Madryt (Hiszpania)
- Managua (Nikaragua)
- Meksyk (Meksyk)
- Miami (Stany Zjednoczone)
- Montpellier (Francja)
- Montreal (Kanada)
- Natal (Brazylia)
- Newark (Stany Zjednoczone)
- Niterói (Brazylia)
- Nova Friburgo (Brazylia)
- Osaka (Japonia)
- Paryż (Francja)
- Pekin (Chiny)
- Petersburg (Rosja)
- Póvoa de Varzim (Portugalia)
- Puerto Varas (Chile)
- Pusan (Korea Południowa)
- Rufisque (Senegal)
- Santa Cruz de Tenerife (Hiszpania)
- Santo Tirso (Portugalia)
- Santos (Brazylia)
- Seul (Korea Południowa)
- Stambuł (Turcja)
- Sydney (Australia)
- Tel Awiw-Jafa (Izrael)
- Teresópolis (Brazylia)
- Tunis (Tunezja)
- Vancouver (Kanada)
- Vila Nova de Gaia (Portugalia)
- Warszawa (Polska)

## Fotogaleria

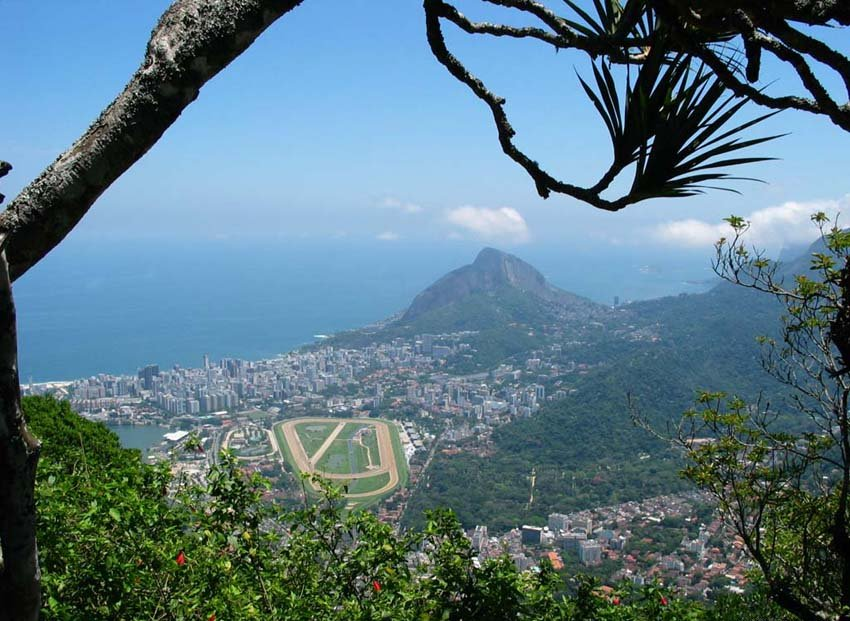
Widok Rio z Corcovado
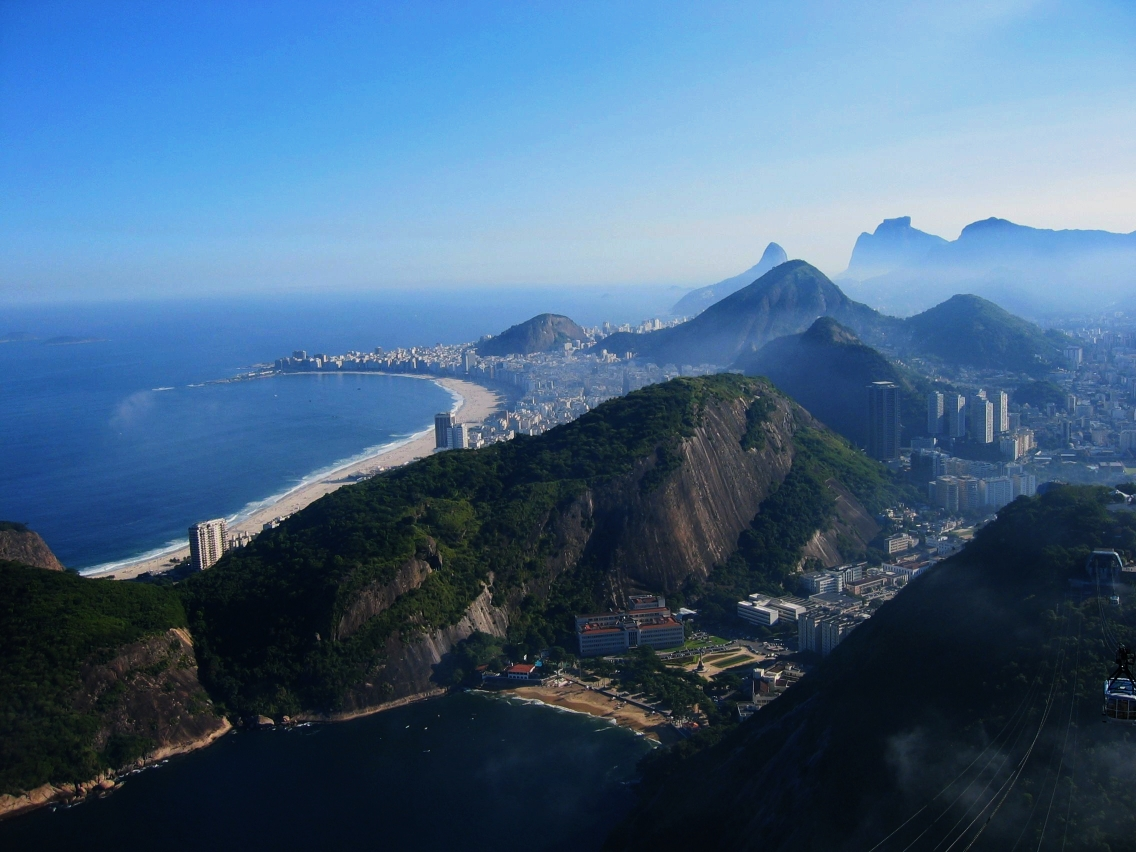
Widok Rio, widoczne dzielnice Copacabana i Ipanema
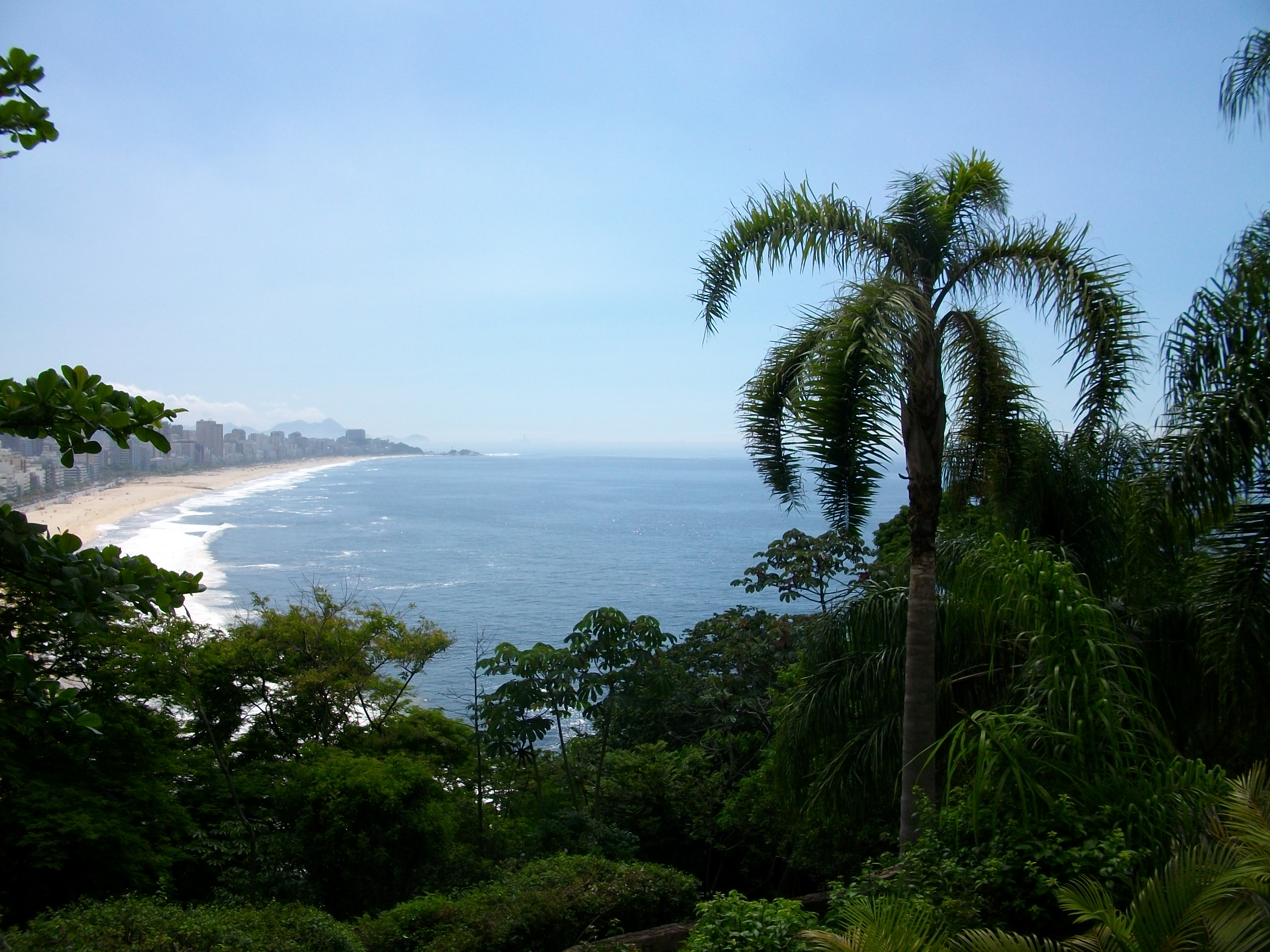
Plaża Leblon i Ipanema
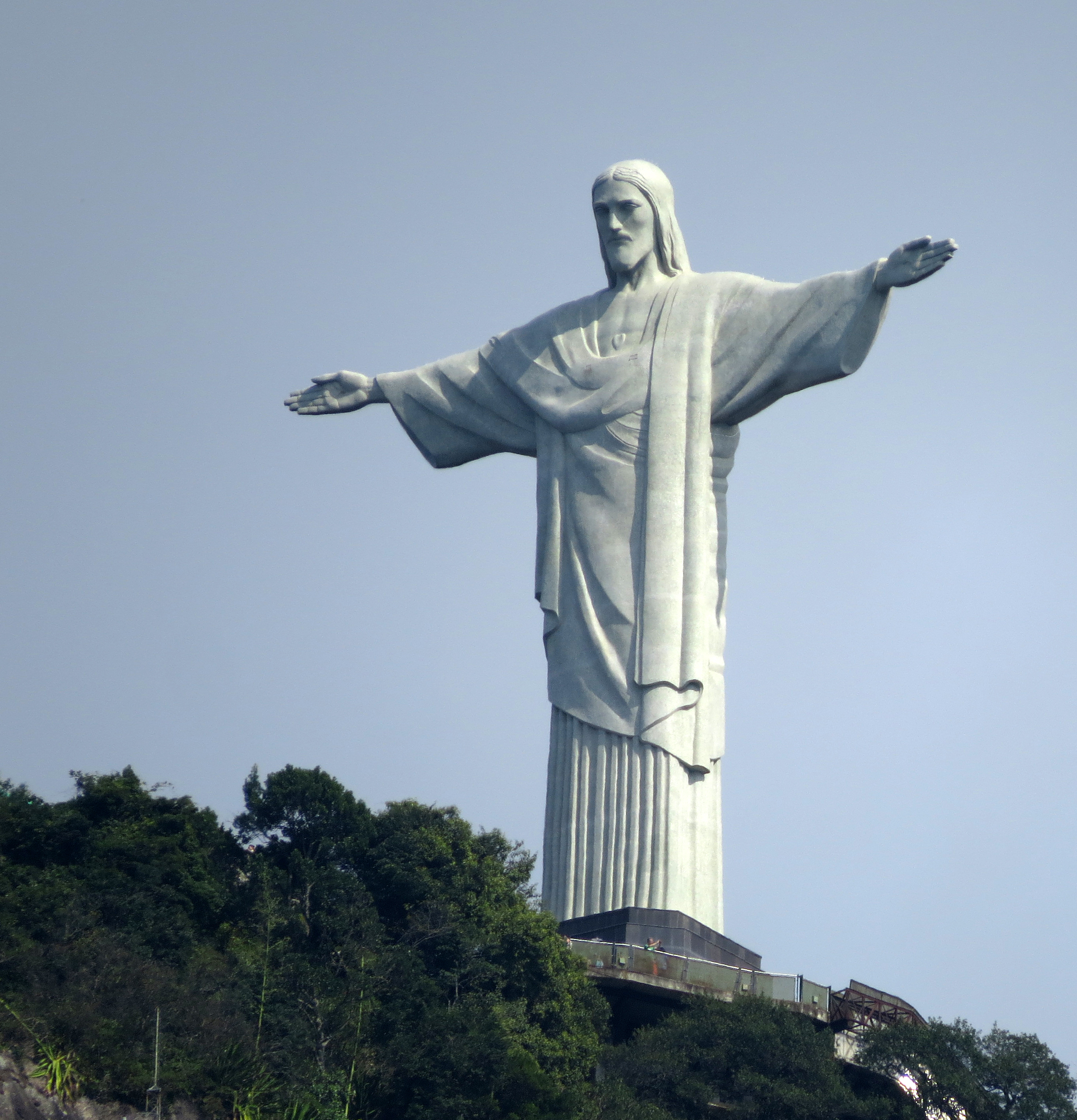
Chrystus z Corcovado – Cristo Redentor